# Lijst van staatsbezoeken van Albert II van België
Deze lijst bevat de staatsbezoeken en audiënties van de Belgische koning Albert II tijdens zijn regeerperiode van 1993 tot 2013.

## Uitgaande staatsbezoeken door koning Albert II
| Nr | Begindatum        | Einddatum         | Land           | Gastheer                                    |
| -- | ----------------- | ----------------- | -------------- | ------------------------------------------- |
| 1  | 17 maart 1994     | 20 maart 1994     | Luxemburg      | groothertog Jan                             |
| 2  | 3 mei 1994        | 5 mei 1994        | Zweden         | koning Karel XVI Gustaaf en koningin Silvia |
| 3  | 19 september 1994 | 22 september 1994 | Spanje         | koning Juan Carlos I                        |
| 4  | 16 mei 1995       | 18 mei 1995       | Denemarken     | koningin Margrethe II                       |
| 5  | 10 juli 1995      | 12 juli 1995      | Duitsland      | president Roman Herzog                      |
| 6  | 5 juni 1996       | 7 juni 1996       | Finland        | president Martti Ahtisaari                  |
| 7  | 21 oktober 1996   | 25 oktober 1996   | Japan          | keizer Akihito                              |
| 8  | 28 april 1997     | 30 april 1997     | Noorwegen      | koning Harald V                             |
| 9  | 6 oktober 1997    | 8 oktober 1997    | Oostenrijk     | president Thomas Klestil                    |
| 10 | 12 februari 1998  | 19 februari 1998  | Rusland        | president Boris Jeltsin                     |
| 11 | 12 mei 1998       | 15 mei 1998       | Italië         | president Oscar Luigi Scalfaro              |
| 12 | 10 mei 1999       | 12 mei 1999       | Polen          | president Aleksander Kwaśniewski            |
| 13 | 4 april 2000      | 6 april 2000      | Nederland      | koningin Beatrix                            |
| 14 | 24 oktober 2000   | 26 oktober 2000   | Tsjechië       | president Václav Havel                      |
| 15 | 21 november 2000  | 22 november 2000  | Zwitserland    | president Adolf Ogi                         |
| 16 | 19 juni 2001      | 21 juni 2001      | Griekenland    | president Konstandinos Stefanopoulos        |
| 17 | 24 juni 2002      | 26 juni 2002      | Hongarije      | president Ferenc Mádl                       |
| 18 | 14 oktober 2003   | 16 oktober 2003   | Bulgarije      | president Georgi Parvanov                   |
| 19 | 27 oktober 2003   | 29 oktober 2003   | Frankrijk      | president Jacques Chirac                    |
| 20 | 5 oktober 2004    | 7 oktober 2004    | Marokko        | koning Mohammed VI                          |
| 21 | 4 juni 2005       | 11 juni 2005      | China          | president Hu Jintao                         |
| 22 | 20 maart 2006     | 22 maart 2006     | Litouwen       | president Valdas Adamkus                    |
| 23 | 23 april 2007     | 25 april 2007     | Letland        | president Vaira Vīķe-Freiberga              |
| 24 | 8 oktober 2007    | 10 oktober 2007   | Ierland        | president Mary McAleese                     |
| 25 | 10 juni 2008      | 12 juni 2008      | Estland        | president Toomas Hendrik Ilves              |
| 26 | 2 november 2008   | 12 november 2008  | India          | president Pratibha Devisingh Patil          |
| 27 | 7 juli 2009       | 9 juli 2009       | Roemenië       | president Traian Băsescu                    |
| 28 | 28 juni 2010      | 19 juli 2010      | Congo-Kinshasa | president Joseph Kabila                     |
| 29 | 29 maart 2011     | 30 maart 2011     | Duitsland      | president Horst Köhler                      |

### Europese landen die het koningspaar niet heeft bezocht
- West-Europa
  - IJsland, Verenigd Koninkrijk °
  - Andorra, Monaco, Liechtenstein, San Marino, Malta °
- Oost-Europa
  - Slovakije °, Wit-Rusland, Oekraïne, Moldavië
- Balkan en Zuidoost-Europa
  - Albanië & Voormalig Joegoslavië : Slovenië °, Kroatië, Bosnië en Herzegovina, Montenegro, Macedonië
  - Cyprus °, Turkije, Georgië, Armenië, Azerbeidzjan

°-teken: lidstaten van de Europese Unie

## Ontvangen staatsbezoeken door koning Albert II
| Nr | Begindatum       | Einddatum         | Land        | Gast                                 |
| -- | ---------------- | ----------------- | ----------- | ------------------------------------ |
| 1  | 9 september 1993 | 12 september 1993 | Japan       | keizer Akihito                       |
| 2  | 13 juli 1998     | 15 juli 1998      | Duitsland   | president Roman Herzog               |
| 3  | 16 maart 1999    | 19 maart 1999     | Luxemburg   | groothertog Jan                      |
| 4  | 16 mei 2000      | 18 mei 2000       | Spanje      | koning Juan Carlos I                 |
| 5  | 8 mei 2001       | 11 mei 2001       | Zweden      | koning Karel XVI Gustaaf             |
| 6  | 28 mei 2002      | 30 mei 2002       | Denemarken  | koningin Margrethe II                |
| 7  | 15 oktober 2002  | 17 oktober 2002   | Italië      | president Carlo Azeglio Ciampi       |
| 8  | 20 mei 2003      | 22 mei 2003       | Noorwegen   | koning Harald V                      |
| 9  | 30 maart 2004    | 1 april 2004      | Finland     | president Tarja Halonen              |
| 10 | 26 oktober 2004  | 28 oktober 2004   | Polen       | president Aleksander Kwaśniewski     |
| 11 | 30 maart 2004    | 1 april 2004      | Griekenland | president Konstandinos Stefanopoulos |
| 12 | 18 oktober 2005  | 20 oktober 2005   | Portugal    | president Jorge Sampaio              |
| 13 | 20 juni 2006     | 22 juni 2006      | Nederland   | koningin Beatrix                     |
| 14 | 20 maart 2007    | 22 maart 2007     | Luxemburg   | groothertog Hendrik                  |
| 15 | 15 april 2008    | 17 april 2008     | Hongarije   | president László Sólyom              |

## Audiënties van personen op bezoek in België
Omdat Brussel een internationale hoofdstad is met de hoofdzetels van de Europese Unie en de NAVO, gaf koning Albert II geregeld audiënties aan staatshoofden die kort in België aanwezig waren.

### 2001
- 01/10/2001 : Aleksander Kwaśniewski, president van Polen
- 02/10/2001 : Vladimir Poetin, president van Rusland en zijn vrouw, na de audiëntie hadden ze samen een lunch
- 10/10/2001 : Afrikaanse staatshoofden kwamen samen in Brussel voor de conferentie "New African Initiative"
- 15/10/2001 : Hugo Chávez, president van Venezuela
- 23/10/2001 : Diner voor Simeon van Saksen-Coburg en Gotha, eerste minister van Bulgarije waarop de koning en koningin aanwezig waren
- 29/11/2001 : Boris Trajkovski, president van Macedonië
- 04/12/2001 : Pierre Buyoya, president van Burundi
- 19/12/2001 : Abdelaziz Bouteflika, president van Algerije

### 2002
- 15/01/2002 :Felipe, kroonprins van Spanje
- 05/02/2002 : Georgi Parvanov, president van Bulgarije
- 19/03/2002 : Edoeard Sjevardnadze, president van Georgië
- 24/04/2002 : Mikhail Kasyanov, eerste minister van Rusland
- 11/06/2002 : Koning Albert II en koningin Paola ontvangen koning Abdoellah II en koningin Rania van Jordanië
- 27/06/2002 : Abderrahmane Youssoufi, eerste minister van Marokko
- 26/09/2002 : Audiëntie van Phan Van Khai, eerste minister van Vietnam met prins Filip
- 03/10/2002 : Georgi Parvanov, president van Bulgarije – audiëntie door de koning en koningin, gevolgd door een lunch waarbij de koning Albert II en koningin Paola, koningin Fabiola, prins Filipe en prinses Mathilde, prinses Astrid en prins Lorenz en prins Laurent
- 19/11/2002 : Abdoulaye Wade, president van Senegal
- 04/12/2002 : Boris Trajkovski, president van Macedonië
- 05/12/2002 : Alejandro Toledo, president van Peru
- 10/12/2002 : Abdelaziz Bouteflika, president van Algerije, audiëntie gevolgd door een lunch

### 2003
- 29/01/2003 : Prins Filip heeft een lunch samen met Duarte Pio van Bragança en zijn vrouw Isabel in de ambtswoning van de Portugese ambassadeur in Brussel
- 11/02/2003 : Stjepan Mesić, president van Kroatië
- 17/02/2003 : Kofi Annan, secretaris-generaal van de Verenigde Naties
- 22/02/2003 : Pierre Buyoya, president van Burundi
- 13/03/2003 : Abdou Diouf, secretaris-generaal van Francophonie
- 25/03/2003 : Emomalii Rachmon, president van Tadzjikistan
- 04/04/2003 : Lunch gegeven voor prinses Sirindhorn van Thailand, in het Kasteel van Laken, waarbij koning Albert II, koningin Paola, koningin Fabiola, prins Filip, prinses Mathilde en prins Laurent
- 19/05/2003 : James Wolfensohn, 9e president van de Wereldbank (1995-2005) – lunch met prins Filip
- 24/06/2003 : Vladimir Voronin, president van Moldavië
- 08/07/2003 : Domitien Ndayizeye, president van Burundi
- 10/07/2003 : Igor Ivanov, minister van Buitenlandse Zaken van Rusland
- 08/09/2003 : Mathieu Kérékou, president van Benin
- 01/10/2003 : Carlo Azeglio Ciampi, president van Italië en Franca Pilla – audiëntie en lunch
- 20/11/2003 : Mary McAleese, president van Ierland
- 04/12/2003 : Robert Kotsjarian, president van Armenië

### 2004
- 15/01/2004 : Domitien Ndayizeye, president van Burundi
- 20/01/2004 : Jaap de Hoop Scheffer, secretaris-generaal van de NAVO
- 29/01/2004 : Kofi Annan, secretaris-generaal van de Verenigde Naties
- 09/02/2004 : Álvaro Uribe, president van Colombia
- 10/02/2004 : Joseph Kabila, president van de Democratische Republiek Congo
- 12/02/2004 : Georgi Parvanov, president van Bulgarije
- 11/03/2004 : Paul Kagame, president van Rwanda
- 01/04/2004 : Mr Wolfgang Schüssel, bondskanselier van Oostenrijk
- 05/05/2004 : Wen Jiabao, eerste minister van China
- 12/10/2004 : Emomalii Rachmon, president van Tadzjikistan
- 25/10/2004 : "Vaarwel audiëntie" voor Romano Prodi, voormalig Voorzitter van de Europese Commissie en zijn vrouw, samen met koningin Paola
- 16/11/2004 : Thabo Mbeki, president van Zuid-Afrika
- 25/11/2004 : Abdoellah II, koning van Jordanië, gevolgd door een lunch
- 16/12/2004 : Valdas Adamkus, president van Litouwen en zijn vrouw

### 2005
- 18/01/2005 : Horst Köhler, president van Duitsland samen met koningin Paola
- 01/02/2005 : Koïchiro Matsuura, directeur-generaal van UNESCO
- 21/02/2005 : George W. Bush, president van de Verenigde Staten van Amerika
- 22/02/2005 : Blaise Compaoré, president van Burkina Faso
- 02/03/2005 : Mahmoud Abbas, president van Palestina
- 08/03/2005 : Bingu wa Mutharika, president van Malawi
- 16/06/2005 : Traian Băsescu, president van Roemenië
- 20/06/2005 : El hadj Omar Bongo, staatshoofd van Gabon
- 12/10/2005 : Mr Thaksin Shinawatra, eerste minister van Thailand
- 12/10/2005 : Alejandro Toledo, president van Peru
- 16/11/2005 : Amadou Toumani Touré, president van Mali samen met prins Filip en prinses Mathilde
- 07/12/2005 : Pierre Nkurunziza, president van Burundi

### 2006
- 06/03/2006 : Sulejman Tihić, president van Bosnië en Herzegovina
- 09/03/2006 : Svetozar Marović, president van Servië en Montenegro
- 15/05/2006 : Nicanor Duarte, president van Paraguay
- 16/05/2006 : Evo Morales, president van Bolivia
- 13/07/2006 : José Manuel Barroso, Voorzitter van de Europese Commissie
- 19/07/2006 : Armando Guebuza, president van Mozambique
- 02/10/2006 : Vaira Vīķe-Freiberga, president van Letland
- 17/10/2006 : Yayi Boni, president van Benin
- 11/11/2006 : Sonia Gandhi, voorzitster van de Congrespartij – lunch in aanwezigheid van koningin Paola, prins Filip en prinses Mathilde
- 16/11/2006 : Sheikh Hamad bin Khalifa Al Thani, Emir van Qatar – lunch in aanwezigheid van koningin Paola, prins Filip en prinses Mathilde
- 05/12/2006 : Nursultan Nazarbayev, president van Kazachstan
- 20/12/2006 : Toomas Hendrik Ilves, president van Estland

### 2007
- 23/01/2007 : Amr Moussa, secretaris-generaal van de Arabische Liga
- 24/01/2007 : Ban Ki-moon, secretaris-generaal van de Verenigde Naties
- 12/02/2007 : Mohamed ElBaradei, directeur-generaal van het Internationaal Atoomenergieagentschap
- 15/03/2007 : Ellen Johnson Sirleaf, president van Liberia (januari 2006 – )
- 19/03/2007 : Mary McAleese, president van Ierland (november 1997 – november 2011)
- 05/06/2007 : Felipe Calderón, president van Mexico (december 2006 – )
- 10/07/2007 : Ban Ki-moon, secretaris-generaal van de Verenigde Naties – lunch met de koning
- 24/09/2007 : Joseph Kabila, president van de Democratische Republiek Congo
- 03/10/2007 : Georgi Parvanov, president van Bulgarije en Zorka Parvanova, georganiseerd door koning Albert II en koningin Paola
- 03/10/2007 : Traian Băsescu, president van Roemenië en Maria Băsescu, georganiseerd door koning Albert II en koningin Paola

### 2008
- 13/02/2008 : Charles, prins van Wales, erfgenaam van de Commonwealth, georganiseerd door prins Filip en prinses Mathilde
- 13/02/2008 : Hans-Gert Pöttering, voorzitter van het Europees Parlement – lunch met koning Albert II en de eerste minister
- 30/04/2008 : Felipe van Spanje, kroonprins van Spanje, georganiseerd in Laken door prins Filip
- 16/12/2008 : Professor Rajendra Pachauri, directeur-generaal van het Energy and Resources Institute en voorzitter van het IPCC – lunch met koning Albert II

### 2009
- 06/02/2009 : Jusuf Kalla, vicepresident van Indonesië
- 26/03/2009 : Abdullah Gül, president van Turkije
- 14/05/2009 : Gjorge Ivanov, president van Macedonië
- 17/06/2009 : Asif Ali Zardari, president van Pakistan
- 18/06/2009 : Lunch met koning Abdoellah II van Jordanië
- 04/10/2009 : Lunch met Luis Inacio Lula da Silva, president van Brazilië – in aanwezigheid van prins Filip
- 07/10/2009 : Xi Jinping, vicepresident van China
- 14/10/2009 : Viktor Joesjtsjenko, president van Oekraïne
- 21/10/2009 : Pierre Nkurunziza, president van Burundi
- 29/10/2009 : Dalia Grybauskaite, president van Litouwen
- 26/11/2009 : Rafael Correa Delgado, president van Ecuador

### 2010
- 01/09/2010 : Bronisław Komorowski, president van Polen
- 29/09/2010 : Jacob Zuma, president van Zuid-Afrika
- 05/10/2010 : de koning en koningin ontvangen Lee Myung-bak, president van Zuid-Korea en zijn echtgenote Kim Yoon-ok
- 05/10/2010 : Hassanal Bolkiah, Sultan van Brunei
- 06/10/2010 : Wen Jiabao, eerste minister van China
- 02/11/2010 : Angela Merkel, bondskanselier van Duitsland
- 08/12/2010 : Lunch met Dmitry Medvedev, president van Rusland en Svetlana Medvedeva – in aanwezigheid van koningin Paola en prins Filip
- 15/12/2010 : Lunch met koning Abdellah II van Jordanië

### 2011
- 25/01/2011 : Pál Schmitt, president van Hongarije
- 25/05/2011 : Vaclav Klaus, president van Tsjechië
- 19/10/2011 : José Mujica, president van Uruguay

### 2012
- 06/03/2012 : Nassir Abdulaziz Al-Nasser, Voorzitter van de Algemene Vergadering van de Verenigde Naties
- 17/04/2012 : Prins Filip ontvangt mw. Liu Yandong, lid van het Nationaal Volkscongres van China
- 02/05/2012 : Li Keqiang, Vice eerste minister van China
- 26/06/2012 : Anand Sharma, minister van Handel en Industrie van India, ontvangen door prins Filip in de namiddag
- 27/06/2012 : Pham Binh Minh, minister van Buitenlandse Zaken van Vietnam, ontvangen door prins Filip in de namiddag
- 13/11/2012 : Bronisław Komorowski, president van Polen en mw. Anna Komorowska, audiëntie door koning Albert II en koningin Paola; prins Filip en prinses Mathilde waren ook aanwezig bij de lunch
- 14/11/2012 : Sebastián Piñera, president van Chili